# Aeroporto di San Carlos
L'Aeroporto di San Carlos (San Carlos Airport) è un aeroporto civile e pubblico di proprietà della Contea che si trova nella Contea di San Mateo in California. Si trova a 2 miglia nautiche (3,7 km) nord-est dal Central business district di San Carlos. Il National Plan of Integrated Airport Systems (NPIAS) del FAA classifica l'aeroporto come aeroporto di supporto (Relief airport)
all'Aeroporto Internazionale di San Francisco.
È posto appena fuori dalla strada federale U.S. Route 101 ed è la sede del Civil Air Patrol West Bay Composite Squadron 192.
Adiacente all'aeroporto si trova il museo dedicato all'aviazione Hiller Aviation Museum.

## Storia
Il San Carlos Airport è stato trasferito nella sua posizione odierna nel 1950. Prima di quell'anno l'aeroporto si trovava mezzo miglio più a sud-ovest dove oggi sorge un negozio della catena Best Buy.
L'aeroporto originale fu inaugurato da Frank S. Cooley nel 1928.

## Caratteristiche
Il San Carlos Airport copre un'area di 110 acri (45 ettari) ed è posto ad un'altitudine di 2 metri sul Livello del mare.
Ha una Pista d'atterraggio in  Asfalto orientata 12/30 che misura 972 x 23 metri. Una proposta di allungare la pista di 400 metri è stata bocciata nel 1999. I velivoli con massa superiore alle 12500 libbre (5,670 kg) non possono operare dal san Carlos Airport.